# Milvago carbo
Milvago carbo (каракара велетенська) — вимерлий вид хижих птахів птахів родини соколових (Falconidae). Описаний у 2003 році за викопними рештками, знайденими на Кубі. Це вид був більшим за усіх представників роду, живих і вимерлих.